# Hochschulen in Mecklenburg-Vorpommern
Liste der Universitäten, Kunsthochschulen und Fachhochschulen in Mecklenburg-Vorpommern (Deutschland):
Daten des Statistischen Amtes Mecklenburg-Vorpommern zufolge gab es im Jahr 2023 im Land insgesamt 37.081 Studierende an Hochschulen, darunter 22.974 an den Universitäten, sowie insgesamt 17.915 Hochschulmitarbeitende.

## Hochschulliste
| Logo   | Name                                                                      | Träger    | Art                                                 | Hauptsitz         | Gründung | Fakultäten/ Fachbereiche | Studentenzahl WS 2023/24 | Web |
| ------ | ------------------------------------------------------------------------- | --------- | --------------------------------------------------- | ----------------- | -------- | ------------------------ | ------------------------ | --- |
|        | Universität Rostock                                                       | staatlich | Universität                                         | Rostock           | 1419     | 10                       | 12.678                   |     |
|        | Universität Greifswald                                                    | staatlich | Universität                                         | Greifswald        | 1456     | 5                        | 10.296                   |     |
|        | Hochschule für Musik und Theater Rostock (HMT)                            | staatlich | Kunsthochschule                                     | Rostock           | 1994     | 3                        | 567                      |     |
|        | Hochschule Neubrandenburg                                                 | staatlich | Fachhochschule                                      | Neubrandenburg    | 1991     | 4                        | 1.956                    |     |
|        | Hochschule Stralsund                                                      | staatlich | Fachhochschule                                      | Stralsund         | 1991     | 3                        | 1.959                    |     |
|        | Hochschule Wismar                                                         | staatlich | Fachhochschule                                      | Wismar            | 1908     | 3                        | 7.599                    |     |
|        | Fachhochschule für öffentliche Verwaltung, Polizei und Rechtspflege (FHÖ) | staatlich | Verwaltungsfachhochschule                           | Güstrow           | 1991     | 4                        | 547                      |     |
| (HdBA) | Hochschule der Bundesagentur für Arbeit (Hauptsitz: Mannheim)             | staatlich | Verwaltungshochschule                               | Schwerin          | 2011     | 1                        | 601                      |     |
|        | Fachhochschule des Mittelstands (FHM) (bis 2013: Baltic College)          | privat    | Fachhochschule                                      | Schwerin, Rostock | 2001     | 4                        | 365                      |     |
|        | Europäische Fachhochschule                                                | privat    | Fachhochschule Angewandte Gesundheitswissenschaften | Rostock           | 2011     | 1                        | 513                      |     |

## Entwicklung der Studierendenzahlen
| Jahr         | Universität Rostock | Universität Greifswald | Kunsthochschule Rostock | Fachhochschule Neubrandenburg | Fachhochschule Stralsund | Fachhochschule Wismar | FH Mittelstand Schwerin/Rostock (bis 2013: Baltic College) | Fachhochschule Güstrow |
| ------------ | ------------------- | ---------------------- | ----------------------- | ----------------------------- | ------------------------ | --------------------- | ---------------------------------------------------------- | ---------------------- |
| WS 1992/1993 | 8.509               | 3.590                  | -                       | 359                           | 431                      | 525                   | -                                                          | 388                    |
| WS 2000/2001 | 11.638              | 6.887                  | 430                     | 1.958                         | 2.542                    | 3.716                 | -                                                          | 475                    |
| WS 2005/2006 | 14.142              | 10.615                 | 457                     | 2.154                         | 2.784                    | 4.494                 | 44                                                         | 341                    |
| WS 2007/2008 | 14.119              | 11.504                 | 525                     | 2.211                         | 2.529                    | 4.776                 | 262                                                        | 358                    |
| WS 2008/2009 | 14.472              | 11.898                 | 530                     | 2.099                         | 2.479                    | 4.961                 | 378                                                        | 435                    |
| WS 2009/2010 | 15.024              | 12.303                 | 527                     | 2.122                         | 2.531                    | 5.690                 | 293                                                        | 417                    |
| WS 2010/2011 | 15.236              | 12.256                 | 521                     | 2.114                         | 2.589                    | 6.088                 | 247                                                        | 511                    |
| WS 2013/2014 | 14.417              | 11.449                 | 505                     | 2.074                         | 2.373                    | 8.026                 |                                                            | 412                    |
| WS 2014/2015 | 13.892              | 11.216                 | 535                     | 2.097                         | 2.229                    | 8.542                 |                                                            |                        |
| WS 2015/2016 | 13.768              | 10.857                 | 513                     | 2.032                         | 2.227                    | 8.749                 |                                                            |                        |
| WS 2016/2017 | 13.867              | 10.414                 | 509                     | 2.056                         | 2.201                    | 8.653                 |                                                            | 443                    |

## Internationalität
Die Hochschulstädte profitierten Anfang des 21. Jahrhunderts von teilweise sprunghaft angestiegenen Studentenzahlen. Sie müssen Analysen zufolge jedoch aufgrund der demografischen Situation ihre Attraktivität für Studenten von außerhalb des Landes und für Auslandsstudenten enorm steigern, auch durch internationale Studiengänge in englischer Sprache. Insgesamt wurde den Hochschulen des Landes durch den Stifterverband für die Deutsche Wissenschaft im Jahr 2015 eine noch deutlich zu geringe Internationalität attestiert. Studienanfänger wirbt das Land mit dem Slogan „Studieren mit Meerwert“, und die Universität Greifswald unter anderem mit „Studieren, wo andere Urlaub machen“.

## Gründertum
Mecklenburg-Vorpommern hat viele Lehrstühle zum Thema Unternehmensgründung, aber deutschlandweit den geringsten Anteil relevanter Lehrveranstaltungen zum Thema Gründertum (auch Entrepreneurship genannt). Durch eine engere Kooperation mit Instituten und Unternehmen in Mecklenburg-Vorpommern sowie eine verbesserte Gründerausbildung und -förderung sollen mehr Akademiker für den Verbleib im Land begeistert werden. Gründerbüros mit Ansprechpartnern für Aus- und Unternehmensgründungen gibt es an der Hochschule Wismar, an der Universität Rostock (ZfE Zentrum für Entrepreneurship), an der Hochschule Neubrandenburg, an der Universität Greifswald (Gründerbüro und ZFF) sowie an der Fachhochschule Stralsund. Die jeweiligen hochschuleigenen Bemühungen für die Gründerszene in ihrem Umfeld werden durch studentische Initiativen flankiert, wie den Entrepreneurs Club Rostock, die Wismar Entrepreneurs, die Hanse Entrepreneure Stralsund und die Gründungswerft Greifswald.